# Grossa
Grossa je naselje in občina v francoskem departmaju Corse-du-Sud regije - otoka Korzika. Leta 2007 je naselje imelo 53 prebivalcev.

## Geografija
Kraj leži v jugozahodnem delu otoka Korzike 12 km jugozahodno od Sartène.

## Uprava
Občina Grossa skupaj s sosednjimi občinami Belvédère-Campomoro, Bilia, Foce, Giuncheto, Granace in Sartène sestavlja kanton Sartène s sedežem v istoimenskem kraju. Kanton je sestavni del okrožja Sartène.

## Zanimivosti
- cerkev sv. Janeza Krstnika,
- menhir Vaccil-Vecchio,
- Alo-Bisucce, arheološko najdišče iz bronaste dobe.